# Lucio Trebio Germano
Lucio Trebio Germano (en latín: Lucius Trebius Germanus) fue un senador romano que vivió a finales del siglo I y principios del siglo II, y desarrolló su cursus honorum bajo Trajano y Adriano.

## Carrera política
Lucio Trebio Germano, fue consul suffectus en un año incierto, probablemente alrededor del año 126 junto a Tito Prifernio Peto Roscio Gémino, tras lo cual probablemente cumplió funciones administrativas en alguna provincia hasta ser nombrado gobernador de Gran Bretaña también alrededor de 126, bajo Adriano, sustituyendo a Aulo Platorio Nepote.
Al respecto, se conserva una inscripción apenas legible en Bewcastle y un diploma militar que relaciona su nombre con Britania y la fecha precisa del 20 de agosto de 127. Durante su corto mandato continuó la construcción del Muro de Adriano.
Se lo conoce también por una sentencia mencionada en el Digesto, dictada como gobernador, aunque no necesariamente en Britania, por la que condenaba a muerte a un esclavo menor de edad, considerando que estaba ya cerca de la pubertad y había mantenido silencio mientras su amo era asesinado.